# Aérodrome de Hwangju
L’aérodrome militaire de Hwangju est une base aérienne de la Force aérienne populaire de Corée près de Hwangju, Hwanghae-bukto, dans le sud-ouest de la Corée du Nord.
L'aérodrome possède une seule piste en béton mesurant 2493 x 47 m. Situé dans une vallée, il abrite un régiment de chasseur à réaction MiG-19.